# Ферохром
Ферохро́м — феросплав, що містить близько 70 % Cr (решта Fe і домішки). Сировиною для отримання ферохрому є хромові руди (52—58 % Cr2O3). Вуглецевий ферохром (6—8 % C) виплавляють в рудовідновних печах, рафінований ферохром — середньовуглецевий (0,8—1,5 % C), маловуглецевий (0,1—0,5 % C) і безвуглецевий (0,01—0,06 % C), — в рафінувальних електропечах силікотермічним способом, середнєвуглецевий ферохром отримують також в спеціальному конвертері з вуглецевого ферохрому, а безвуглецевий — змішуванням в ковші хромовапнякового і силікохромового розплавів. Безвуглецевий ферохром у брикетах отримують зневуглецюванням порошків середнєвуглецевого, що збрикетували, і вуглецевого ферохрому у вакуумній печі при 1380 °C; якщо після закінчення цього процесу піч заповнити азотом, то після деякої витримки утворюється азотований ферохром (близько 6 % N). Ферохром добувають відновленням хроміту(FeO·Cr2O3) силіцієм. Ферохром застосовують для легування сталі, а передільний ферохром — як напівпродукт при виплавці силікохрому.